# Salik

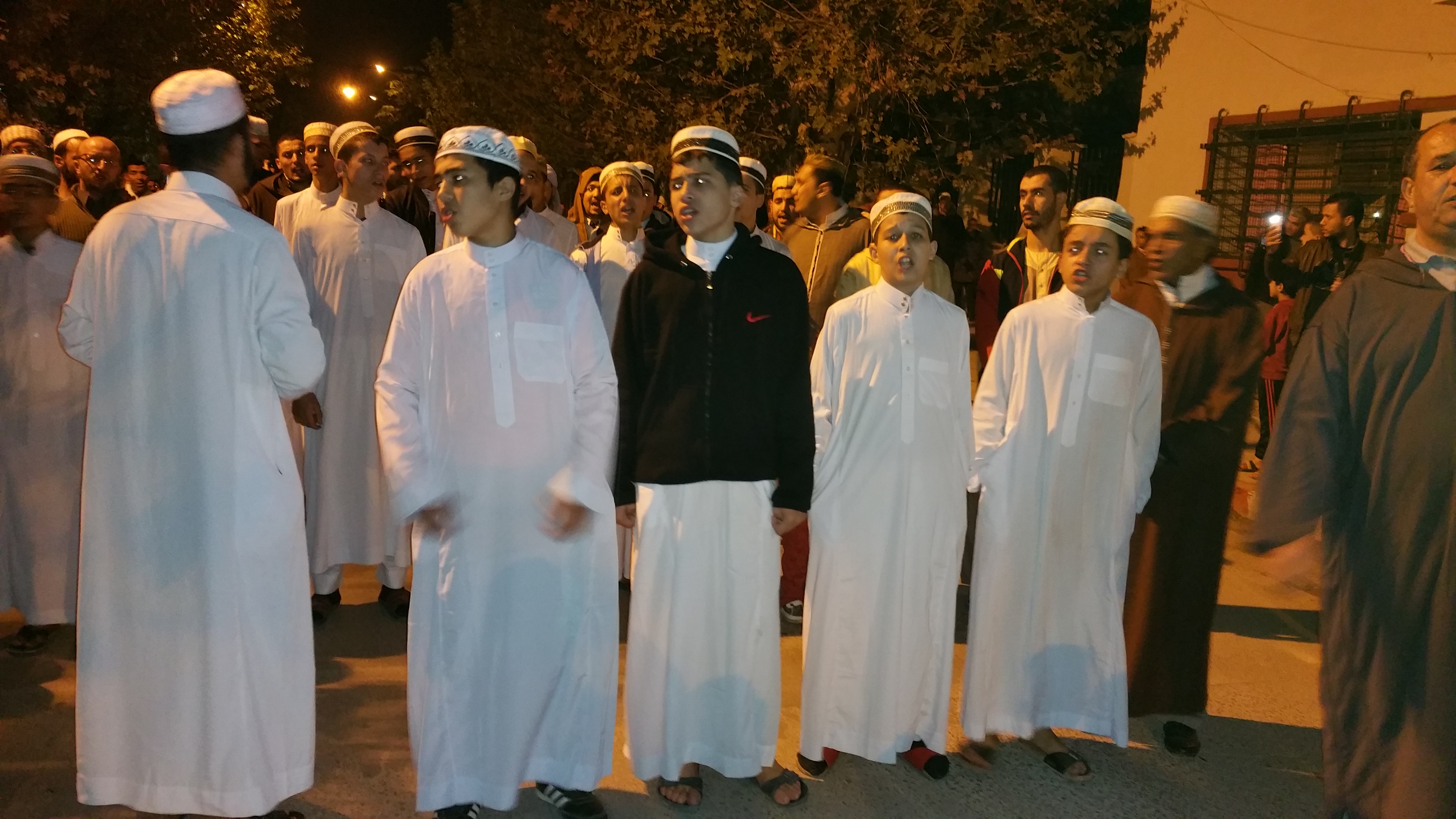
Ceremonias Mawlid Nabawi Argelia

Sālik o Calendo  (traducido como calendo especialmente en los cuentos de Las mil y una noches) es una denominación para los seguidores del sufismo (la vertiente mística del islam), o específicamente del viajero o peregrino sufí.
Su etimología proviene del verbo árabe salaka ("viajar" o "seguir"), relacionado con el sustantivo sulūk "sendero"; aquí específicamente se refiere a "camino espiritual", indicando los dos senderos que pueden seguirse: el exotérico (shariah) y el esotérico (haqiqa).
La metáfora del sendero deriva de la ayat 69 de la sura 16 del Corán (An-Nahl, "las abejas"), en cuyo texto se usa el verbo salaka en imperativo ("viaja" o "sigue"): 

faslukī subula rabbiki dhululan

"y sigue los caminos que tu Señor ha hecho fácil [para ti]"

Un sālik recibe la denominación de murid cuando se convierte en discípulo de un maestro espiritual sufí (murshid).